# Zhao Peng
Zhao Peng (趙鵬T, 赵鹏S, Zhào PéngP; Bengbu, 20 giugno 1983) è un ex calciatore cinese, di ruolo difensore.

## Carriera

### Club
Ha giocato nella prima divisione cinese.

### Nazionale
Tra il 2009 ed il 2013 ha totalizzato complessivamente 40 presenze e 5 reti con la nazionale cinese, con cui ha anche partecipato alla Coppa d'Asia 2011.